# Boletín del Instituto Nacional de Investigaciones Agronómicas
Boletín del Instituto Nacional de Investigaciones Agronómicas, (abreujat Bol. Inst. Nac. Invest. Agron.), va ser una revista editada per l'Instituto Nacional de Investigaciones Agronómicas a Espanya i publicada entre 1935 i 1970.